# Metopobactrus nodicornis
Metopobactrus nodicornis là một loài nhện trong họ Linyphiidae.
Loài này thuộc chi Metopobactrus. Metopobactrus nodicornis được Ehrenfried Schenkel-Haas miêu tả năm 1927.